# Жигалкин, Александр Александрович
Алекса́ндр Алекса́ндрович Жига́лкин (род. 1 февраля 1968, Москва, СССР) — советский и российский актёр театра, кино, телевидения и дубляжа, режиссёр театра, кино и телевидения, сценарист, продюсер и телеведущий. Наиболее известен по режиссёрским работам в телепроектах «6 кадров», «Слава Богу, ты пришёл!», «Папины дочки», «Воронины».

## Биография
Александр Жигалкин родился 1 февраля 1968 года в Москве. В 1992 году окончил актёрский факультет Высшего театрального училища им. Щукина. Актёр и один из основателей театра «Учёная обезьяна». Доцент кафедры актёрского мастерства эстрадного факультета РАТИ. Директор-распорядитель Центрального Дома актёра им. А. А. Яблочкиной. Соучредитель продюсерского центра Ридеамус. Член Академии российского телевидения.

## Семья
- Первая жена —  актриса Дарья Повереннова. Были в браке с 1991 по 2001. Расстались из-за новых отношений Дарьи с актёром Валерием Николаевым[3].
- Дочь: Полина Александровна Жигалкина (1992 г.р.).
- Вторая жена — продюсер Екатерина Жигалкина.
- Дочь: Анастасия Александровна Жигалкина (2001 г.р.).
- Третья жена —  актриса Светлана Антонова[4].
- Падчерица: Мария Олеговна Долина (2004 г.р.) (дочь Олега Долина).
- Дочь: Таисия Александровна Жигалкина (2012 г.р.).
- Сын: Арсений Александрович Жигалкин (8 апреля 2016 г.р.).
- дочь: Аглая Жигалкина (род. май 2021).

## Фильмография

### Актёр кино
- 1983 — В городе хорошая погода… (телеспектакль) — школьник
- 1992 — Анкор, ещё анкор! — лейтенант
- 1993 — Кодекс бесчестия — сотрудник КГБ
- 1996 — Возвращение «Броненосца» — регистратор ЗАГСа
- 1998 — Ретро втроём — моряк
- 2001 — Марш Турецкого 2 — Андрей Говоров, журналист (фильм № 3 «Цена жизни — смерть»)
- 2001 — Львиная доля — эпизод (роль озвучивал Дмитрий Филимонов)
- 2006 — Кто в доме хозяин? — конферансье в ресторане / менеджер Никиты Воронина (серия «Когда мы были молодыми-2»), менеджер (серия «Другая жизнь»)
- 2009 — Папины дочки — Александр Александрович, директор радио «Активного», ярко выраженный чинопочиталец
- 2010 — Гаражи — капитан милиции (3-я серия «Последний угон»)
- 2013 — Братья по обмену — Кирилл Витальевич, заместитель Чумакова
- 2015 — 2019 — Воронины — Александр Александрович Тетерин (Сан Саныч), новый начальник Кости, с 21 сезона — его подчинённый и коллега
- 2019 — Форс-мажор  — сотрудник ФСБ (нет в титрах)
- 2019 — Родители 2 — Владимир Иванович, папа Полины
- 2021 — Французы под Москвой — репортёр канала
- 2021 — Отчаянная невеста — Сергей отец Алисы
- 2023 — Спасская 3 — Ольховский
- 2023 — Человек ниоткуда

### Актёр телевидения
- 2005 — Дорогая передача — в эпизодах
- 2006 — 2014 — 6 кадров — в эпизодах

### Актёр озвучивания
- 1989 — «Пиф и Геркулес» (мультсериал)
- 2004 — «Щелкунчик» (мультфильм)

### Режиссёр
- 2001 — 2003 — Кышкин дом
- 2005 — Дорогая передача
- 2006 — 2014 — 6 кадров
- 2006 — Братья по-разному
- 2006 — 2008 — Кто в доме хозяин?
- 2007 — 2011 — Папины дочки (1—12, 15—16 сезоны)
- 2009 — 2019 — Воронины
- 2009 — 2012 — Одна за всех
- 2010 — Гаражи
- 2013 — 2014 — Братья по обмену
- 2013 — Родители
- 2015 — Пансионат «Сказка», или Чудеса включены
- 2017 — Форс-мажор
- 2019 — Родители 2
- 2020 — Родители 3
- 2020 — Родители 4
- 2021 — Французы под Москвой
- 2021 — Стенограмма судьбы
- 2022 — Валюша
- 2023 — Спасская 3
- 2023 — Папины дочки. Новые (1 сезон)

### Сценарист
- 2015 — Пансионат «Сказка», или Чудеса включены

### Продюсер
- 2012 — 2014 — 6 кадров
- 2013 — Братья по обмену
- 2013 — Родители

## Театр

### Режиссёр
- «Сон в зимнюю ночь» (ДК им. Зуева)
- «Швейк, или Гимн идиотизму» (Театр Сатиры)
- «Мальчик, который слишком быстро рос» (опера для детей, Джанкарло Менотти)
- «Шесть кадров шоу»
- «203-205» (Современник)

### Актёр
- «Город мышей» (театр «Учёная обезьяна»)
- «Актёрские игры» (комический театр «Квартет И»)
- «Птицы» (Театр Эстрады)
- «Ля комедия 2, или Совсем другая история с элементами большого искусства» (комический театр «Квартет И») — Питуа, слуга мсье Селимара
- «Швейк, или гимн идиотизму» (Театр Сатиры) — аукционщик
- «Клуб комедии» (комический театр «Квартет И»)
- «Веселые ребята» (мюзикл) — пастух Костя Потехин
- «День выборов» (комический театр «Квартет И») — Александр Александрович, главный режиссёр областного театра драмы им. А. С. Петухова
- «Шесть кадров шоу»
- «Папины дочки»

## Телевидение
- Режиссёр-постановщик проекта «Факультет юмора» на Ren-TV (2004)[5]

- Режиссёр-постановщик шоу «Слава Богу, ты пришёл!» на СТС (2006—2010)
- Автор, актёр закадрового озвучивания и кукловод программы «Сам себе режиссёр» на телеканале «Россия» (1993—2004)
- Ведущий телепрограммы «Телекоктейль „На троих“» на ТНТ (2000—2001)
- Участник новогоднего шоу «Неголубой огонёк» на Ren-TV (2004)

## Радио
- Сериал «Предъявите документы!» на «Авторадио»
- Сериал «Здравствуйте, доктор!» на «Авторадио»
- Сериал «Верные друзья» на «Авторадио»
- Ток-шоу «Блиндаж» на «Авторадио»

## Награды
- «ТЭФИ 2011» в номинации «Режиссёр телевизионной программы» за скетч-шоу «6 кадров»[6].